# Аквино
Акви́но (итал. Aquino) — коммуна в Италии, расположена в области Лацио, подчинена административному центру Фрозиноне.
Население коммуны, на 01.01.2024 года, составляет 4908 человек, плотность населения ─ 254,16 чел./км². Занимает площадь 19 км². Почтовый индекс — 3031. Телефонный код — 00776.
Покровителями города почитаются Фома Аквинский, родившийся в его окрестностях, отец которого был графом Аквинским, владевшим городом, празднование 7 марта, а также святой Констанций Аквинский, празднование 1 сентября. 
Уроженцем города является также римский писатель-сатирик Ювенал (I—II вв. н. э.).